# Mads Vangsø
Mads Vangsø (født 28. september 1971) er en dansk foredragsholder, tidligere tv-og radiovært, ekstremløber og ocean-rower.

## Karriere
Vangsø er bachelor i filosofi ved Københavns Universitet.[kilde mangler]
Sammen med Casper Christensen, Søren Søndergaard og Jan Gintberg var han en del af radioprogrammet Tæskeholdet på DR P3 der blev en stor succes i 1996-1997, og skabte meget omtale og debat.
Mads var i sidste halvdel af 1990'erne en del af komikerduoen Brødrene Lieberkind, sammen med Mick Øgendahl.
Han har lagt stemme til Kejser Kuzco i Kejserens nye flip fra 2000, og efterfølgeren Kejserens nye flip 2: Kronks nye flip fra 2005.
Fra sommeren 2001 til maj 2002, var han vært på Vangsøs Vækning, et morgenshow på radiokanalen The Voice, men forlod stationen på grund af uenighed med ledelsen om en konkurrence med titlen "Vind en røv som Kylies".
Han vært på DR P3's Monkey Business sammen med Adam Duvå Hall fra 2003-2006, der var meget populært og havde over 450.000 daglige lyttere..
Vangsø har været vært på en lang række radioprogrammer. Bl.a. Radio 100s morgenshow, Mads om morgenen, Sommerhyrderne (sammen med Martin Hjort alias Hjorten og Bo Bomuld) og Farvel seng - jeg elsker dig; programmet blev i 2008 nomineret til en Zulu Awards. Farvel seng - jeg elsker dig stoppede fredag den 23. maj 2008. Han forlod herefter radioen. I januar 2011 vente han tilbage igen, denne gang for at lave eftermiddagsradio.
Mads Vangsø var også vært ved Dansk Melodi Grand Prix 2006 sammen med Adam Duvå Hall, DR`s store juleshow, Kronprinsparrets Kulturpris i 2004 og 2005. Han har været vært på TV3`s underholdningsprogrammet Gu' Ske Lov Du Kom. Programmet fik prisen som Årets Underholdningsprogram ved TV Festival 2007. Han har været dommer i TV2 programmet Scenen er din. I efteråret 2011 var han vært på TV2 Zulus hypnoseprogram Argh! Det gjorde jeg bare ikk! det fra start blev et af TV2 Zulus mest sete programmer nogensinde.
I 2014 gennemførte Mads Vangsø ultraløbet Sahara Race, hvor han løb 250 kilometer gennem ørkenen.
I 2018 roede Vangsø over 5000 km tværs over Atlanterhavet, da han deltog i Talisker Whisky Atlantic Challenge sammen med Lasse Wulff Hansen. Turen tog godt syv uger, og den gik fra De Kanariske Øer til Antigua i Caribien. Den danske duo vandt, da de var hurtigst af alle både i deres klasse, både med to roere. Efter hjemkomsten udgav Mads bogen Tværs over Atlanten.

## Filmografi
- Stand-up.dk (1997) - deltager
- Kejserens nye flip (2000) - stemme til Kejser Kuzco
- Big Brother Live (2001) - vært
- Elevator Bluff (2002) - vært
- P3 Guld (2003) - vært
- Scenen er din (2004-2005) - jury
- DR's store juleshow (2005) - vært
- Kejserens nye flip 2: Kronks nye flip (2005) - stemme til Kejser Kuzco
- Eurovision Song Contest (2006) - kommentator
- TV-Prisen (2006) - vært
- Gu'skelov de kom (2007) - vært
- Hjerteflimmer' (2007) - deltager, 2 episoder
- Brian Mørk Show (2008) - deltager, 2 episoder
- Maj & Charlie (2008) - sig selv
- Grillet (2009) - deltager
- Zulu djævleræs (2010) - deltager
- Danmarks Indsamling (2011) - call center
- 4-stjerners rejse (2011) - deltager
- Den blinde vinkel (2011) - deltager, 1 episode
- Zulu kvægræs (2011) - deltager, 8 episoder
- Bingo Banko (2011) - deltager, 1 episode
- Argh! Det gjorde jeg bare ikk' (2011) - vært